# Quảng Trị
Quảng Trị là tỉnh ven biển gần cực nam của vùng Bắc Trung Bộ, miền Trung của Việt Nam.
Theo dữ liệu Sáp nhập tỉnh, thành Việt Nam 2025, tỉnh Quảng Trị mới là sáp nhập của hai tỉnh Quảng Bình cũ và Quảng Trị cũ. Tỉnh mới có diện tích: 	12.700	km²,	xếp thứ	10; dân số:	1.870.845	người,	xếp thứ	23; GRDP 2024: 	113.687.549	triệu VNĐ, xếp thứ 26 toàn quốc; thu ngân sách 2024:	12.082.370	triệu VNĐ, xếp thứ	27; thu nhập bình quân:	48,65	triệu VNĐ/năm, 	xếp thứ	25 toàn quốc.
Trung tâm hành chính đặt tại phường Đồng Hới, cách trung tâm Hà Nội khoảng 500 km về phía Bắc, cách trung tâm thành phố Đà Nẵng khoảng 267 km về phía Nam, cách Thành phố Hồ Chí Minh khoảng 1.220 km về phía nam
Tỉnh Quảng Trị từng có Khu phi quân sự vĩ tuyến 17, là giới tuyến chia cắt hai miền Việt Nam, do đó cũng là một chiến trường ác liệt nhất trong suốt 21 năm của cuộc Chiến tranh Việt Nam (1954 - 1975).

## Lịch sử

### Trong cổ sử
Từ thời Hùng Vương - An Dương Vương, vùng Quảng Trị ngày nay được cho là thuộc lãnh địa bộ Việt Thường của Nhà nước Văn Lang - Âu Lạc. Đầu Nhà Hán thuộc (từ năm 111 trước Công Nguyên đến năm 192), Quảng Trị thuộc đất quận Nhật Nam. Cuối thế kỷ 2, nhân triều đình nhà Hán sụp đổ, Trung Quốc rơi vào tình trạng loạn lạc, cát cứ, một chính quyền bản xứ của quận Nhật Nam và xứ Tượng Lâm đã được hình thành, lập nên vương quốc Lâm Ấp. Lãnh thổ của Lâm Ấp được phỏng đoán tương ứng với vùng từ đèo Hải Vân đến đèo Ngang ngày nay, tức bao gồm cả vùng Quảng Trị.

### Thời Lý
Tuy mãi đến thế kỷ 10 mới giành lại được độc lập, nhưng các chính quyền của nhà nước Đại Việt nhanh chóng phát triển về mọi mặt và luôn tìm cách phát triển lãnh thổ để giành lấy không gian sinh tồn trước sự uy hiếp của Trung Quốc ở phía Bắc và Chăm Pa (hậu thân của Lâm Ấp) ở phía Nam. Sự phát triển nhanh chóng của Đại Việt là mối lo ngại cho Chăm Pa cũng như tham vọng của nhà Tống. Để loại trừ mọi uy hiếp ở phía Nam và phá tan âm mưu của nhà Tống câu kết với Chăm Pa đánh phá Đại Việt, năm 1069 vua Lý Thánh Tông thân chinh thống lĩnh 5 vạn quân cùng Lý Thường Kiệt đi tiên phong đánh thẳng vào kinh đô Chà Bàn, bắt được vua Chăm Pa là Rudravarman III (sử Việt chép tên là Chế Củ) đưa về Thăng Long.
Để chuộc tội, Chế Củ xin dâng 3 châu: Bố Chính, Địa Lý và Ma Linh cho Đại Việt. Vua Lý Thánh Tông nhận 3 châu đó rồi tha cho Chế Củ về nước. Ông cho đổi châu Địa Lý thành châu Lâm Bình, châu Ma Linh thành châu Minh Linh. Địa bàn của châu Minh Linh được phỏng đoán tương ứng với vùng đất từ Cửa Việt trở ra phía bắc Quảng Trị ngày nay, gồm các huyện Gio Linh, Cam Lộ, Đakrông, một phần đất của thành phố Đông Hà, các huyện Hướng Hóa và Vĩnh Linh hiện nay.

### Thời Trần
Một trong những sự kiện lịch sử đáng nhớ của Quảng Trị xảy ra vào thời nhà Trần. Năm 1306, vua Chăm Pa là Jaya Sinhavarman III (sử Việt chép là Chế Mân) dâng biểu cầu hôn lên vua Trần Anh Tông xin cưới Công chúa Huyền Trân và dâng 2 châu Ô và Lý (Rí) làm vật sính lễ. Vua Trần bằng lòng gả công chúa Huyền Trân cho Chế Mân và nhận hai châu Ô, Rí. Năm 1309, nhà Trần đổi châu Ô thành Thuận Châu, châu Rí thành Hóa Châu. Địa bàn Thuận Châu tương ứng với vùng đất từ sông Hiếu - Cửa Việt trở vào phía Nam Quảng Trị ngày nay, trong đó có các huyện Hải Lăng, Triệu Phong, thị xã Quảng Trị và một phần đất thành phố Đông Hà hiện nay.

### Thời kỳ Nam tiến
Từ đó cho đến khi người Việt hoàn thành công cuộc Nam tiến, dù có vài lần Chăm Pa chiếm lại được quyền kiểm soát, nhưng chung quy người Việt vẫn làm chủ được vùng này. Đặc biệt từ sau năm 1558, khi Nguyễn Hoàng được vua Lê Anh Tông sai vào trấn thủ Thuận Hóa, đóng Dinh Cát ở Ái Tử, các chúa Nguyễn đã áp dụng những chính sách di dân cũng như cho phép người nước ngoài nhập cư vào Đàng Trong, đặc biệt là người Hoa, nhằm làm tăng nhanh dân số cũng như tiềm lực kinh tế để làm cơ sở tranh hùng với các chúa Trịnh ở Đàng Ngoài.

### Thời nhà Nguyễn

Bản đồ tỉnh Quảng Trị (廣治) của nhà Nguyễn Việt Nam in trong Đại Nam nhất thống chí

Trong suốt gần 300 năm, vùng đất Quảng Trị tồn tại với tên gọi Cựu dinh thuộc vào trấn Thuận Hóa. Mãi đến sau khi Gia Long lên ngôi năm 1802, đã đặt lại Cựu dinh thành dinh Quảng Trị, bao gồm các huyện Hải Lăng, Đặng Xương (tên cũ là Vũ Xương), Minh Linh và đạo Cam Lộ. Năm 1806, Quảng Trị trở thành dinh trực lệ kinh sư Huế. Năm 1822, đặt châu Hướng Hóa lệ thuộc đạo Cam Lộ. Đến năm 1827, dinh Quảng Trị nâng lên thành trấn Quảng Trị. Năm 1832, trấn Quảng Trị đổi thành tỉnh Quảng Trị. Năm 1853, tỉnh Quảng Trị hợp nhất với phủ Thừa Thiên thành đạo Quảng Trị. Tới năm 1876, tỉnh Quảng Trị được tái lập.

### Thời Pháp thuộc

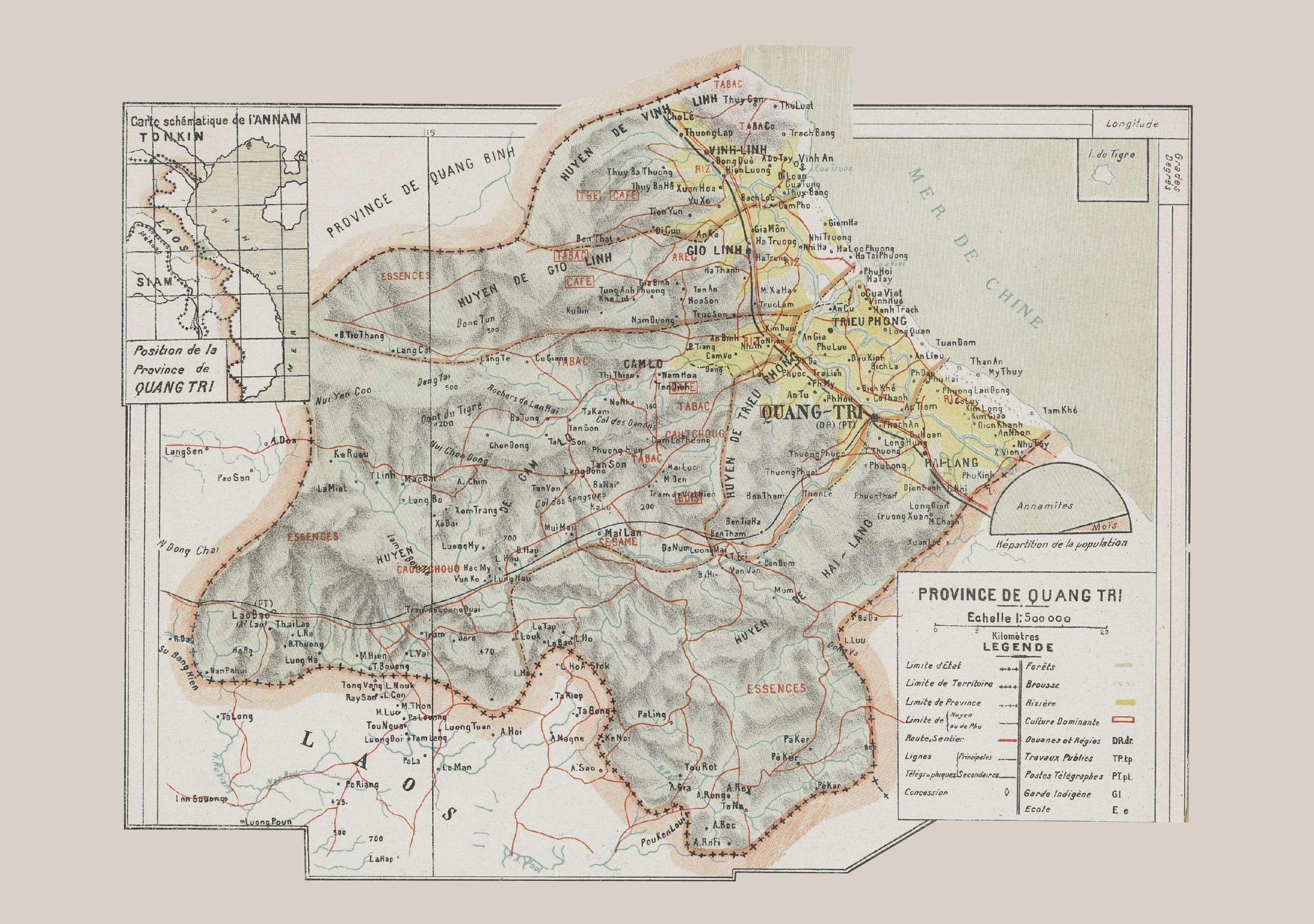
Bản đồ tỉnh Quảng Trị năm 1909

Sau khi nắm được quyền kiểm soát Đông Dương, ngày 3 tháng 5 năm 1890, Toàn quyền Đông Dương Jules Georges Piquet ra Nghị định hợp Quảng Trị với tỉnh Quảng Bình thành tỉnh Bình Trị. Ngày 23 tháng 1 năm 1896, Toàn quyền Paul Armand Rousseau ra Nghị định rút Quảng Trị ra khỏi địa hạt thuộc quyền Công sứ Đồng Hới, cùng Thừa Thiên dưới quyền Công sứ Trung Kỳ, đặt một phó Công sứ đại diện cho Khâm sứ ở Quảng Trị. Đến năm 1900, Toàn quyền Paul Doumer ra Nghị định tách Quảng Trị ra khỏi Thừa Thiên lập thành một tỉnh riêng biệt gồm 4 phủ: Triệu Phong (Thuận Xương cũ), Hải Lăng, Vĩnh Linh (Chiêu Linh cũ) Cam Lộ và huyện Gio Linh. Công sứ đầu tiên là Quillet (1900 - 1902). Ngày 17 tháng 2 năm 1906, thời viên công sứ Pháp là Valentin (1903 - 1907), Toàn quyền Paul Beau ra Nghị định thành lập thị xã Quảng Trị và đặt làm tỉnh lỵ.

### Việt Nam Cộng hòa
| Dân số tỉnh Quảng Trị 1967 | Dân số tỉnh Quảng Trị 1967 |
| Quận                       | Dân số                     |
| -------------------------- | -------------------------- |
| Cam Lộ                     | 36.434                     |
| Gio Linh                   | 36.656                     |
| Hải Lăng                   | 60.187                     |
| Hướng Hóa                  | 8536                       |
| Mai Lĩnh                   | 43.178                     |
| Triệu Phong                | 82.048                     |
| Trung Lương                | 13.647                     |
| Tổng số                    | 280.686                    |

Sau Hiệp định Genève, 1954, sông Bến Hải được chọn làm giới tuyến quân sự tạm thời, tỉnh Quảng Trị tạm thời chia làm hai vùng: Vùng bờ nam sông Bến Hải là tỉnh Quảng Trị, gồm các huyện: Hải Lăng, Triệu Phong, Cam Lộ, Gio Linh, Hướng Hóa, xã Vĩnh Liêm và một phần của xã Vĩnh Sơn (Vĩnh Linh), thị xã Quảng Trị, do chính quyền Việt Nam Cộng hòa quản lý; hơn 3/4 địa bàn và dân cư của huyện Vĩnh Linh ở phía Bắc vĩ tuyến 17 (sông Bến Hải) do Nhà nước Việt Nam Dân chủ Cộng hòa quản lý, được thành lập đặc khu. Đặc khu Vĩnh Linh tương đương đơn vị hành chính cấp tỉnh, trực thuộc Trung ương.

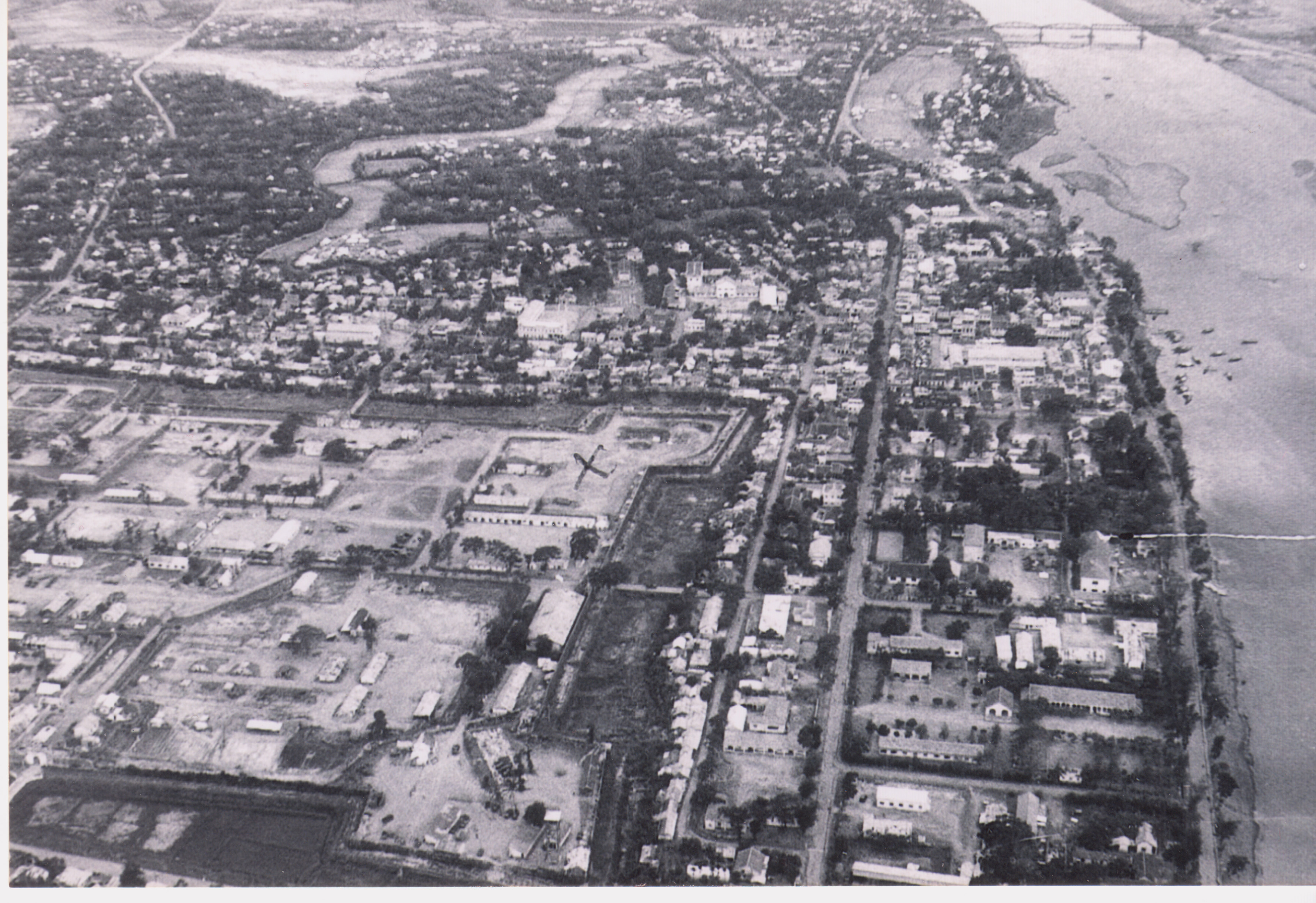
Thành cổ Quảng Trị và một góc thị xã thuộc Việt Nam Cộng hòa, năm 1967

### Sau 1975

#### Bình Trị Thiên
Sau khi Sài Gòn thất thủ, tỉnh Quảng Trị và đặc khu Vĩnh Linh được Cộng hòa Miền Nam Việt Nam tiếp quản. Từ tháng 3 năm 1976, thực hiện Quyết định của Quốc hội nước Cộng hòa Xã hội Chủ nghĩa Việt Nam, Quảng Trị cùng hai tỉnh Quảng Bình, Thừa Thiên và Đặc khu Vĩnh Linh hợp nhất thành tỉnh mới là Bình Trị Thiên. Ngày 11 tháng 3 năm 1977, hợp nhất 3 huyện Vĩnh Linh, Gio Linh và Cam Lộ thành huyện Bến Hải; hợp nhất 2 huyện Triệu Phong và Hải Lăng thành huyện Triệu Hải.

#### Tái lập tỉnh

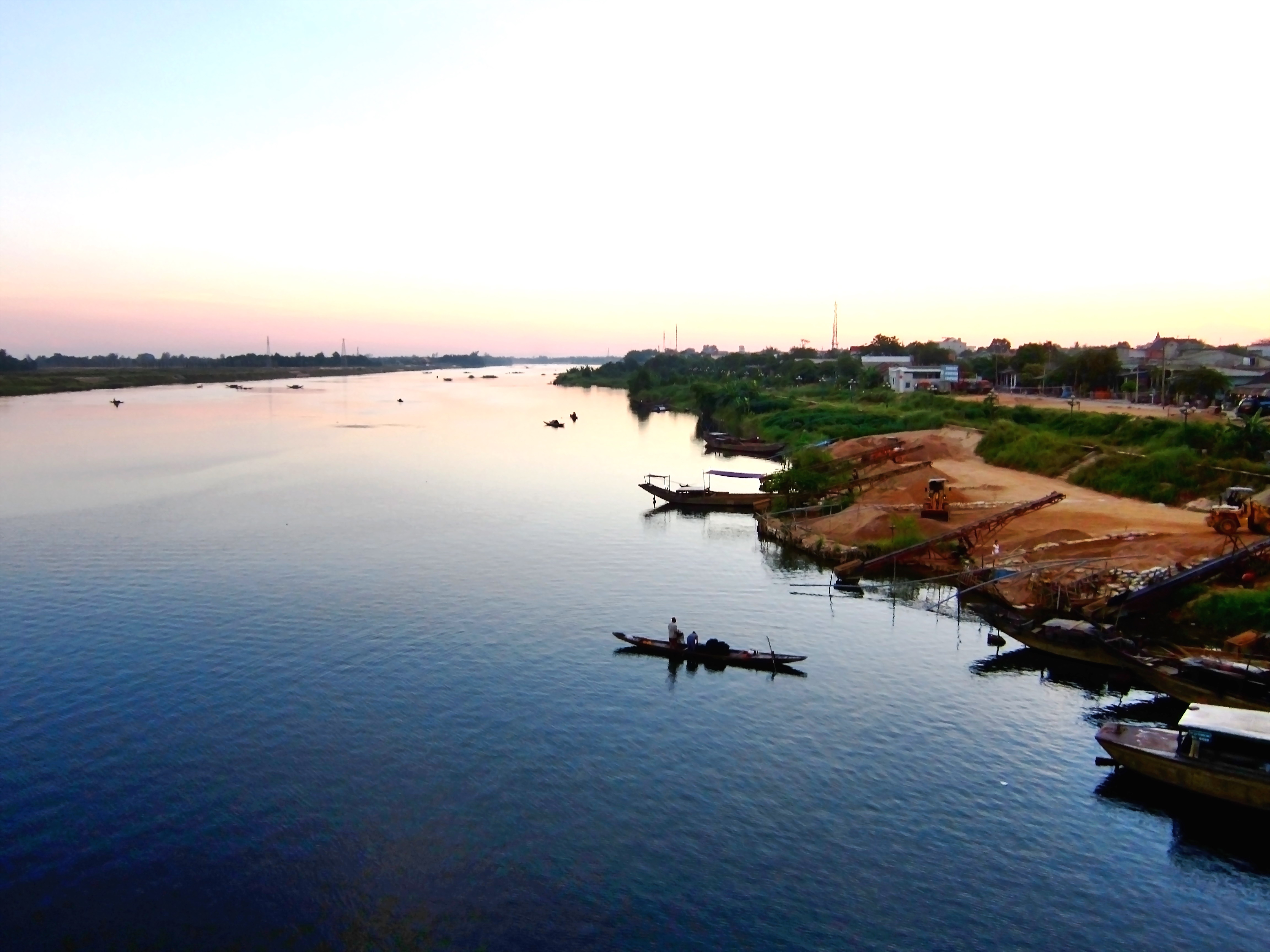
Sông Thạch Hãn, đoạn chảy qua cầu Thạch Hãn

Ngày 30 tháng 6 năm 1989, Quốc hội nước Cộng hòa Xã hội Chủ nghĩa Việt Nam (khóa VIII, kỳ họp thứ 5) quyết định chia tỉnh Bình Trị Thiên thành 3 tỉnh: Quảng Bình, Quảng Trị, Thừa Thiên Huế.
Ngày 1 tháng 7 năm 1989, tỉnh Quảng Trị được tái lập, gồm thị xã Đông Hà (tỉnh lị) và 3 huyện: Bến Hải, Hướng Hóa, Triệu Hải.
Từ năm 1990, có sự thay đổi về địa giới và tên gọi một số huyện, thị xã như sau: chia lại huyện Bến Hải thành 2 huyện: Vĩnh Linh, Gio Linh; chia lại huyện Triệu Hải 2 huyện: Hải Lăng, Triệu Phong và thị xã Quảng Trị.
Ngày 19 tháng 10 năm 1991, tái lập lập huyện Cam Lộ từ một số xã của thị xã Đông Hà.
Ngày 17 tháng 12 năm 1996, huyện Đakrông được thành lập trên cơ sở tách 10 xã thuộc huyện Hướng Hóa và 3 xã thuộc huyện Triệu Phong.
Ngày 1 tháng 10 năm 2004, thành lập huyện đảo Cồn Cỏ trên cơ sở đảo Cồn Cỏ thuộc xã Vĩnh Quang, huyện Vĩnh Linh.
Ngày 11 tháng 8 năm 2009, chuyển thị xã Đông Hà thành thành phố Đông Hà.
Ngày 12 tháng 6 năm 2025, Quốc hội ban hành Nghị quyết số 202/2025/QH15 về việc sắp xếp đơn vị hành chính cấp tỉnh (nghị quyết có hiệu lực từ ngày 12 tháng 6 năm 2025). Theo đó, sáp nhập tỉnh Quảng Bình và tỉnh Quảng Trị, Lấy tên là tỉnh Quảng Trị.
Sau khi sáp nhập, tỉnh Quảng Trị có 12.700 km² diện tích tự nhiên và quy mô dân số là 1.870.845 người.

## Địa lý

### Vị trí địa lý
Quảng Trị là một tỉnh nằm ở dải đất miền Trung Việt Nam, nơi chuyển tiếp giữa hai miền địa lý Bắc - Nam. Tọa độ địa lý tỉnh Quảng Trị ở vào vị trí từ 16°18' đến 17°10' vĩ độ Bắc, 106°32' đến 107°34' kinh độ Đông. Nằm cách thủ đô Hà Nội 593 km về phía Nam, cách thành phố Đà Nẵng 178 km về phía Bắc. Có vị trí địa lý:
- Phía đông giáp Biển Đông
- Phía tây giáp tỉnh Khammuane, tỉnh Savannakhet và tỉnh Salavan, Cộng hòa Dân chủ Nhân dân Lào với chiều dài đường biên giới khoảng 310,34 km
- Phía nam giáp thành phố Huế
- Phía bắc giáp tỉnh Hà Tĩnh.

Với tọa độ địa lý này, Quảng Trị được tạo nên bởi một không gian lãnh thổ mang sắc thái khí hậu nhiệt đới ẩm, điển hình của vòng đai nội chí tuyến Bắc bán cầu và chịu ảnh hưởng rất lớn của biển Đông.

#### Các điểm cực của tỉnh Quảng Trị:
- Điểm cực bắc tại: thôn Mạch Nước, Xã Vĩnh Linh.
- Điểm cực nam tại: bản A Ngo, xã Đakrông.
- Điểm cực đông tại: thôn Thâm Khê, xã Hải Lăng.
- Điểm cực tây tại: đồn biên phòng Cù Bai, xã Hướng Lập, huyện Hướng Hóa.

Chiều ngang trung bình của tỉnh 63,9 km, (chiều ngang rộng nhất 75,4 km, chiều ngang hẹp nhất 52,5 km).
Tuy với một diện tích không rộng, người không đông nhưng do nằm ở vị trí chiến lược quan trọng nên Quảng Trị đã và đang giữ vai trò trọng yếu trong việc bảo vệ và khai thác Biển Đông, giao lưu giữa hai miền Bắc - Nam của đất nước cũng như lưu thông thuận lợi với các nước phía tây bán đảo Đông Dương, các nước khác trong khu vực Đông Nam Á và thế giới qua cửa khẩu Lao Bảo - hành lang quốc lộ số 9 ra cảng Cửa Việt.

### Điều kiện tự nhiên
Dãy núi Trường Sơn khu vực thuộc tỉnh Quảng Trị có độ cao trung bình thấp nhất. Là tỉnh có diện tích đất bazan lớn nhất khu vực Bắc Trung Bộ với hơn 15.000ha rải rác nhiều nơi nhưng tập trung chủ yếu ở hai huyện Vĩnh Linh và Gio Linh. Loại đất này rất thích hợp với trồng các loại cây công nghiệp.

#### Địa hình
Quảng Trị nằm trong vùng đứt gãy của dãy Trường Sơn. Địa hình đa dạng bao gồm núi, đồi, đồng bằng, cồn cát và bãi biển chạy theo hướng tây bắc - đông nam. Quảng Trị có nhiều sông ngòi với 7 hệ thống sông chính là sông Thạch Hãn, sông Bến Hải, sông Hiếu, sông Ô Lâu, sông Bến Đá, sông Xê Pôn và sông Sê Păng Hiêng. Sông ở các huyện miền núi có khả năng xây dựng thủy điện vừa và nhỏ. Nhìn đại thể, địa hình núi, đồi và đồng bằng Quảng Trị chạy dài theo hướng tây bắc - đông nam và trùng với phương của đường bờ biển.
Sự trùng hợp này được thấy rõ trên dường phân thủy giữa Trường Sơn Đông và Trường Sơn Tây. Ở Quảng Bình, các đỉnh cao nhất đều nằm ở giữa đường biên giới Việt - Lào nhưng ở Quảng Trị, các đỉnh cao lại nằm sâu trong lãnh thổ Việt Nam. Các sông lớn như Sê Păng Hiêng, Sê Pôn... đều bắt nguồn từ Việt Nam chảy qua Lào.Tuy nhiên nếu xem xét địa hình ở quy mô nhỏ hơn, từng dãy núi, từng dải đồi thì địa hình lại có hướng song song với các thung lũng sông lớn như Cam Lộ, Thạch Hãn, Bến Hải...
Địa hình núi cao. Phân bố ở phía Tây từ dãy Trường Sơn đến miền đồi bát úp, chiếm diện tích lớn nhất, có độ cao từ 250–2000 m, độ dốc 20-300. Địa hình phân cắt mạnh, độ dốc lớn, quá trình xâm thực và rửa trôi mạnh. Các khối núi điển hình là Động Voi Mẹp, Động Sa Mui, Động Châu, Động Vàng. Địa hình vùng núi có thể phát triển trồng rừng, trồng cây lâu năm và chăn nuôi đại gia súc. Tuy nhiên phần lớn địa hình bị chia cắt mạnh, sông suối, đèo dốc nên đi lại khó khăn, làm hạn chế trong việc xây dựng cơ sở hạ tầng như giao thông, mạng lưới điện... cũng như tổ chức đời sống xã hội và sản xuất. Tuy nhiên có tiềm năng thủy điện nhỏ khá phong phú.
- Địa hình gò đồi, núi thấp.Là phần chuyển tiếp từ địa hình núi cao đến địa hình đồng bằng, chạy dài dọc theo tỉnh. Có độ cao từ 50-250m, một vài nơi có độ cao trên 500 m. Địa hình gò đồi, núi thấp (vùng gò đồi trung du) tạo nên các dải thoải, lượn sóng, độ phân cắt từ sâu đến trung bình. Khối bazan Gio Linh - Cam Lộ có độ cao xấp xỉ 100 – 250 m dạng bán bình nguyên, lượn sóng thoải, vỏ phong hóa dày, khối bazan Vĩnh Linh nằm sát ven biển, có độ cao tuyệt đối từ 50-100m. Địa hình gò đồi, núi thấp thích hợp cho trồng cây công nghiệp như cao su, hồ tiêu, cây ăn quả lâu năm.
- Địa hình đồng bằng.Là những vùng đất được bồi đắp phù sa từ hệ thống các sông, địa hình tương đối bằng phẳng, có độ cao tuyệt đối từ 25–30 m. Bao gồm đồng bằng Triệu Phong được bồi tụ từ phù sa sông Thạch Hãn khá màu mỡ; đồng bằng Hải Lăng, đồng bằng sông Bến Hải tương đối phì nhiêu. Đây là vùng trọng điểm sản xuất lương thực, nhất là sản xuất lúa ở các huyện Hải Lăng, Triệu Phong, Gio Linh, Vĩnh Linh.
- Địa hình ven biển.Chủ yếu là các cồn cát, đụn cát phân bố dọc ven biển. Địa hình tương đối bằng phẳng, thuận lợi cho việc phân bố dân cư. Một số khu vực có địa hình phân hóa thành các bồn trũng cục bộ dễ bị ngập úng khi có mưa lớn hoặc một số khu vực chỉ là các cồn cát khô hạn, sản xuất chưa thuận lợi, làm cho đời sống dân cư thiếu ổn định.

#### Khí hậu
Quảng Trị nằm ở phía Nam của Bắc Trung Bộ, trọn vẹn trong khu vực nhiệt đới ẩm gió mùa, là vùng chuyển tiếp giữa hai miền khí hậu là cận nhiệt đới gió mùa và nhiệt đới gió mùa. Ở vùng này khí hậu khắc nghiệt, chịu hậu quả nặng nề của gió tây nam khô nóng, bão, mưa lớn, khí hậu biến động mạnh, thời tiết diễn biến thất thường, vì vậy trong sản xuất và đời sống người dân gặp không ít khó khăn.
Độ ẩm: Quảng Trị có độ ẩm tương đối, trung bình năm khoảng 80-85%. Giữa hai miền Đông và Tây Trường Sơn chế độ ẩm cũng phân hóa theo thời gian. Tháng có độ ẩm thấp nhất là từ tháng 5 đến đầu tháng 8 vì đây là các tháng chịu ảnh hưởng mạnh mẽ nhất của gió phơn Tây Nam khô nóng và ít mưa, độ ẩm thấp nhất có khi xuống đến 22%; trong những tháng mùa mưa, độ ẩm tương đối trung bình thường trên 85%, có khi lên đến 88-90%.
Gió: Tỉnh Quảng Trị chịu ảnh hưởng của hai hướng gió chính là gió mùa Tây Nam và gió mùa Đông Bắc. Đặc biệt gió Tây Nam khô nóng ở Quảng Trị là hiện tượng rất điển hình, được đánh giá là dữ dội nhất ở nước ta. Trung bình mỗi năm có khoảng 45 ngày. Trong các đợt gió Tây Nam khô nóng, nhiệt độ có thể lên tới 40 - 42 °C. Gió Tây Nam khô nóng làm ảnh hưởng không nhỏ tới các hoạt động kinh tế - xã hội, đặc biệt là sản xuất nông nghiệp.
Do nằm trọn vẹn trong nội chí tuyến Bắc bán cầu, hàng năm có hai lần mặt trời đi qua thiên đỉnh (tháng 5 và tháng 8), nền bức xạ cao (cực đại vào tháng 5, cực tiểu vào tháng 12). Tổng lượng cán cân bức xạ cả năm ở Quảng Trị dao động trong khoảng 70-80 Kcalo/cm² năm), những tháng mùa hè gấp 2-3 lần những tháng mùa đông. Tổng số giờ nắng trung bình năm ở Quảng Trị dao động từ 1.800 - 2.000 giờ. Số giờ nắng nhất vào tháng 7 (240-250 giờ).
Nhiệt độ trung bình hàng năm dao động từ 24,5 - 25,2 °C, tháng 7 cao nhất còn tháng 1 thấp nhất. Nhiệt độ tối cao trong năm vào các tháng nóng, ở vùng đồng bằng trên 40 °C và ở vùng núi thấp 34-35 °C. Nhiệt độ thấp nhất trong năm có thể xuống tới 8-10 °C ở vùng đồng bằng và 3-5 °C ở vùng núi cao. Gió phơn tây nam khô nóng, thường gọi là "gió Lào", thường xuất hiện vào tháng 3-9 và gay gắt nhất tháng 4-5 đến tháng 8. Hàng năm có 40-60 ngày khô nóng.
Mùa mưa diễn ra từ cuối tháng 8 đến tháng 12, với lượng mưa trong thời gian này chiếm trên 80% tổng lượng mưa cả năm. Lượng mưa trong khoảng đầu mùa mưa (tháng 8 - 11) chủ yếu là từ các cơn bão, áp thấp và vùng xoáy thấp nhiệt đới. Lượng mưa nửa cuối mùa mưa chủ yếu từ các đợt gió mùa Đông Bắc gây ra kiểu thời tiết lạnh và ẩm. Các tháng mưa kéo dài, lớn là tháng 9-11 (có thể đạt khoảng 600 mm). Tháng ít mưa nhất là tháng 2-7 (thấp nhất là 40mm/tháng). Tổng lượng mưa cả năm dao động khoảng 2.000–2.700 mm, số ngày mưa 130-180 ngày. Độ ẩm tương đối trung bình, tháng ẩm 85-90%, độ ẩm thấp nhất tháng khô có thể xuống dưới 50%, có. Thành phố Đông Hà vào mùa hè bị khô cạn hơn cả, vùng Khe Sanh (Hướng Hóa) có khí hậu quanh năm ẩm.
Mùa bão ở Quảng Trị diễn ra từ tháng 7 đến tháng 11, trong đó tháng 9-10 nhiều bão nhất. Theo số liệu thống kê trong 98 năm có 75 cơn bão đổ bộ vào khu vực Bình Trị Thiên, bình quân 0,8 cơn bão/năm ảnh hưởng trực tiếp đến Quảng Trị, có năm không có bão, nhưng lại có năm liên tiếp 2-3 cơn bão đổ bộ trực tiếp. Ảnh hưởng tai hại nhất là bão gây ra gió xoáy giật kèm theo mưa to dài ngày (2-5 ngày)gây ra lũ lụt nghiêm trọng. Tỷ lệ mưa do bão và áp thấp nhiệt đới ngây ra chiếm tới 40-50% tổng lượng mưa trong các tháng 7-10. Lượng mưa do một cơn bão gây ra khoảng 300–400 mm, có khi lên tới 1.000 mm.

#### Tài nguyên khoáng sản
Tài nguyên khoáng sản của tỉnh Quảng Trị khá phong phú và đa dạng, đặc biệt là khoáng sản làm nguyên liệu sản xuất xi măng và làm vật liệu xây dựng. Đây là điều kiện để tỉnh có thể phát triển mạnh công nghiệp xi măng và VLXD.
Theo tài liệu hiện có, trên địa bàn tỉnh Quảng Trị có 130 mỏ và điểm khoáng sản, trong đó có 86 điểm, mỏ vật liệu xây dựng và nguyên liệu sản xuất xi măng với các loại chủ yếu như đá vôi, đá sét và các chất phụ gia (như đá bazan, quặng sắt), sét gạch ngói, cát cuội sỏi, cát thủy tinh, cao lanh... Ngoài ra còn có các điểm, mỏ khoáng sản khác như vàng, titan, than bùn...
- Đá vôi xi măng. Có tổng trữ lượng trên 3 tỷ tấn, tập trung chủ yếu ở các mỏ: Tân Lâm, Cam Thành (Cam Lộ), Tà Rùng, Hướng Lập (Hướng Hóa); sét ximăng ở Cam Tuyền, Tà Rùng, phụ gia xi măng khác ở Cùa, Tây Gio Linh...
- Đá xây dựng, ốp lát.Toàn tỉnh có 10 điểm, mỏ đá xây dựng, trữ lượng khoảng 500 triệu m3; phân bố chủ yếu dọc Quốc lộ 9 và đường Hồ Chí Minh trở về phía Tây, có điều kiện giao thông khá thuận lợi. Đá ốp lát có 4 điểm là đá granit Chân Vân, đá hoa Khe Ngài, granodiorit Đakrông và gabro Cồn Tiên.
- Sét gạch ngói.Hiện có 18 điểm, mỏ với trữ lượng khoảng gần 82 triệu m3, phân bố ở nhiều nơi nhưng tập trung chủ yếu ở Vĩnh Linh, Gio Linh, Cam Lộ, Triệu Phong, Hải Lăng.
- Cát, cuội, sỏi xây dựng. Có 16 mỏ và điểm, trữ lượng dự báo khoảng 3,9 triệu m3, tập trung ở phần thượng nguồn các sông, nằm ở những vùng có giao thông thuận lợi cho việc khai thác.
- Cát thủy tinh. Dự báo trữ lượng khoảng 125 triệu m3, chất lượng tốt, phân bố chủ yếu ở Gio Linh, Triệu Phong, Hải Lăng nhưng tập trung ở khu vực Cửa Việt; có khả năng chế biến silicát, sản xuất thủy tinh và kính xây dựng.
- Cao lanh.Đã phát hiện được 03 điểm cao lanh là Tà Long, A Pey (Đăkrông) và La Vang (Hải Lăng) chất lượng khá tốt, đang tiếp tục thăm dò, thử nghiệm để đưa vào khai thác.
- Than bùn.Phân bố tập trung ở Hải Lăng và Gio Linh với tổng trữ lượng gần 400 ngàn tấn cho phép khai thác làm nguyên liệu sản xuất phân vi sinh với khối lượng khá lớn.
- Ti tan.Phân bố dọc ven biển nhưng tập trung chủ yếu ở Vĩnh Linh, Gio Linh, Hải Lăng, có trữ lượng trên 500.000 tấn, có thể khai thác với khối lượng khoảng 10 - 20 nghìn tấn/năm để chế biến xuất khẩu.
- Nước khoáng.Phân bố ở Cam Lộ, Đakrông cho phép phát triển công nghiệp sản xuất nước khoáng, phát triển các dịch vụ nghỉ dưỡng, chữa bệnh.
- Vàng. Phân bố ở Vĩnh Ô (Vĩnh Linh), Tà Long, A Vao (Đakrông) với trữ lượng khoảng 20 tấn, trong đó điểm mỏ vàng góc A Vao đã được thăm dò có thể tổ chức khai thác với quy mô công nghiệp.

## Dân số
Tính đến ngày 1/4/2019, dân số của tỉnh là 632.375 người. Toàn tỉnh có 136.743 hộ gia đình, bình quân 4,4 nhân khẩu/hộ. Dân số thành thị có 195.413 người, chiếm 30,9%. Tỉ lệ tăng dân số tự nhiên tăng 0,55; dân số cơ học tăng không đáng kể. Bình quân mỗi năm dân số trung bình toàn tỉnh tăng thêm khoảng 5.000-6.000 người. Đây cũng là tỉnh ít dân nhất vùng Bắc Trung Bộ với gần 700.000 dân. Tỷ lệ đô thị hóa tính đến năm 2022 đạt 33%.
Trong cơ cấu dân số phân theo giới tính, nữ chiếm 50,4%, nam chiếm 49,6%; phân theo độ tuổi, từ 0-59 tuổi chiếm khoảng 90,9%, chỉ tiêu này cho thấy đây là cơ cấu dân số trẻ, riêng dân số dưới 15 tuổi chiếm 37,9%, đây là lực lượng lao động dự trữ dồi dào của tỉnh.
Mật độ dân số toàn tỉnh là 126,7 người/km2,thuộc loại thấp so với các tỉnh, thành khác trong cả nước. Dân cư phân bố không đều giữa các vùng lãnh thổ, tập trung đông ở các thành phố, thị xã, các huyện đồng bằng như thị xã Quảng Trị: 308 người/km2, thành phố Đông Hà: 1.157 người/km2, trong khi đó huyện Đakrông chỉ có 29 người/km2, Hướng Hoá 64 người/km2. Sự phân bố dân cư không đồng đều giữa các vùng gây ảnh hưởng không nhỏ tới việc xây dựng các công trình hạ tầng giao thông, điện, nước, thủy lợi, trường học, trạm y tế... phục vụ sản xuất và dân sinh ở những vùng có địa hình núi cao, chia cắt, thưa dân.
Cộng đồng các dân tộc tỉnh Quảng Trị gồm 3 dân tộc chính: Kinh, Vân Kiều và Pa Cô. Tỉ lệ các dân tộc thiểu số chiếm khoảng 9% tổng dân số. Mỗi dân tộc đều có lịch sử lâu đời và có truyền thống văn hóa phong phú, đặc sắc, đặc biệt là văn hóa dân gian. Đồng bào các dân tộc thiểu số Vân Kiều và Pa Cô sinh sống chủ yếu ở các huyện miền núi phía Tây của tỉnh như: Hướng Hóa, Đakrông.  Lưu trữ ngày 9 tháng 5 năm 2020 tại Wayback Machine
Tính đến ngày 1 tháng 4 năm 2019, toàn tỉnh có 9 tôn giáo khác nhau đạt 86.363 người, nhiều nhất là Phật giáo có 52.881 người, tiếp theo là Công giáo có 25.720 người, đạo Tin Lành có 7.750 người. Còn lại các tôn giáo khác như Tịnh độ cư sĩ Phật hội Việt Nam có năm người, đạo Cao Đài và tôn giáo Baha'i mỗi tôn giáo có hai người, Hồi giáo, Phật giáo Hòa Hảo và Tứ Ân Hiếu Nghĩa mỗi tôn giáo chỉ có một người.
Trong đợt sáp nhập tỉnh, thành Việt Nam 2025, hai tỉnh Quảng Bình và Quảng Trị đã được sáp nhập thành tỉnh mới có tên Quảng Trị, tỉnh lỵ đóng tại Đồng Hới. Tỉnh Quảng Trị mới có 78 đơn vị hành chính cấp xã của tỉnh Quảng Trị sau sắp xếp, sáp nhập.
Ngày 16 tháng 6 năm 2025, Ủy ban Thường vụ Quốc hội ban hành Nghị quyết số 1680/NQ-UBTVQH15 về việc sắp xếp các đơn vị hành chính cấp xã của tỉnh Quảng Trị năm 2025.
Trên cơ sở Đề án số 365/ĐA-CP ngày 09 tháng 5 năm 2025 của Chính phủ về sắp xếp đơn vị hành chính cấp xã của tỉnh Quảng Trị (mới) năm 2025, Ủy ban Thường vụ Quốc hội quyết định sắp xếp để thành lập các đơn vị hành chính cấp xã của tỉnh Quảng Trị như sau:
1. Sáp nhập các xã Quảng Hòa, Quảng Lộc, Quảng Văn và Quảng Minh thành xã mới có tên gọi là xã Nam Gianh.

1. Sáp nhập các xã Quảng Tân, Quảng Trung, Quảng Tiên, Quảng Sơn và Quảng Thủy thành xã mới có tên gọi là xã Nam Ba Đồn

1. Sáp nhập xã Trọng Hóa và xã Dân Hóathành xã mới có tên gọi là xã Dân Hóa.

1. Sáp nhập xã Hóa Sơn và xã Hóa Hợp thành xã mới có tên gọi là xã Kim Điền.

1. Sáp nhập các xã Thượng Hóa, Trung Hóa, Minh Hóa và Tân Hóa thành xã mới có tên gọi là xã Kim Phú.

1. Sáp nhập thị trấn Quy Đạt và các xã Xuân Hóa, Yên Hóa, Hồng Hóa thành xã mới có tên gọi là xã Minh Hóa.

1. Sáp nhập xã Lâm Hóa và xã Thanh Hóa thành xã mới có tên gọi là xã Tuyên Lâm.

1. Sáp nhập xã Thanh Thạch và xã Hương Hóa thành xã mới có tên gọi là xã Tuyên Sơn.

1. Sáp nhập thị trấn Đồng Lê và các xã Kim Hóa, Lê Hóa, Thuận Hóa, Sơn Hóa thành xã mới có tên gọi là xã Đồng Lê.

1. Sáp nhập các xã Đồng Hóa,Thạch Hóa và Đức Hóa thành xã mới có tên gọi là xã Tuyên Phú.

1. Sáp nhập các xã Phong Hóa, Ngư Hóa và Mai Hóa thành xã mới có tên gọi là xã Tuyên Bình.

1. Sáp nhập các xã Tiến Hóa, Châu Hóa, Cao Quảng và Văn Hóathành xã mới có tên gọi là xã Tuyên Hóa.

1. Sáp nhập các xã Phù Cảnh, Liên Trường và Quảng Thanh thành xã mới có tên gọi là xã Tân Gianh.

1. Sáp nhập các xã Quảng Lưu, Quảng Thạch và Quảng Tiến thành xã mới có tên gọi là xã Trung Thuần.

1. Sáp nhập các xã Quảng Phương, Quảng Xuân và Quảng Hưng thành xã mới có tên gọi là xã Quảng Trạch.

1. Sáp nhập các xã Quảng Châu, Quảng Tùng và Cảnh Dương thành xã mới có tên gọi là xã Hòa Trạch.

1. Sáp nhập các xã Quảng Đông, Quảng Phú, Quảng Kim và Quảng Hợp thành xã mới có tên gọi là xã Phú Trạch.

1. Sáp nhập xã Tân Trạch và xã Thượng Trạch thành xã mới có tên gọi là xã Thượng Trạch.

1. Sáp nhập thị trấn Phong Nha và các xã Lâm Trạch, Xuân Trạch, Phúc Trạch thành xã mới có tên gọi là xã Phong Nha.

1. Sáp nhập các xã Thanh Trạch, Hạ Mỹ, Liên Trạch và Bắc Trạch thành xã mới có tên gọi là xã Bắc Trạch.

1. Sáp nhập các xã Hải Phú (huyện Bố Trạch), Sơn Lộc, Đức Trạch và Đồng Trạch thành xã mới có tên gọi là xã Đông Trạch.

1. Sáp nhập thị trấn Hoàn Lão và các xã Trung Trạch, Đại Trạch, Tây Trạch, Hòa Trạch thành xã mới có tên gọi là xã Hoàn Lão.

1. Sáp nhập các xã Hưng Trạch, Cự Nẫm, Vạn Trạch và Phú Định thành xã mới có tên gọi là xã Bố Trạch.

1. Sáp nhập thị trấn Nông trường Việt Trung, xã Nhân Trạch và xã Lý Nam thành xã mới có tên gọi là xã Nam Trạch.

1. Sáp nhập thị trấn Quán Hàu và các xã Vĩnh Ninh, Võ Ninh, Hàm Ninh thành xã mới có tên gọi là xã Quảng Ninh.

1. Sáp nhập các xã Tân Ninh, Gia Ninh, Duy Ninh và Hải Ninh thành xã mới có tên gọi là xã Ninh Châu.

1. Sáp nhập các xã Vạn Ninh, An Ninh, Xuân Ninh và Hiền Ninh thành xã mới có tên gọi là xã Trường Ninh.

1. Sáp nhập xã Trường Xuân và xã Trường Sơn thành xã mới có tên gọi là xã Trường Sơn.

1. Sáp nhập thị trấn Kiến Giang và các xã Liên Thủy, Xuân Thủy, An Thủy, Phong Thủy, Lộc Thủy thành xã mới có tên gọi Lệ Thủy.

1. Sáp nhập các xã Cam Thủy, Thanh Thủy, Hồng Thủy và Ngư Thủy Bắc thành xã mới có tên gọi là xã Cam Hồng.

1. Sáp nhập các xã Hưng Thủy, Sen Thủy và Ngư Thủy thành xã mới có tên gọi là xã  Sen Ngư.

1. Sáp nhập các xã Tân Thủy, Dương Thủy, Mỹ Thủy và Thái Thủy thành xã mới có tên gọi là xã Tân Mỹ.

1. Sáp nhập các xã Trường Thủy, Mai Thủy và Phú Thủy thành xã mới có tên gọi là xã Trường Phú.

1. Sáp nhập thị trấn Nông trường Lệ Ninh, xã Sơn Thủy và xã Hoa Thủy thành xã mới có tên gọi là xã Lệ Ninh.

1. Sáp nhập các xã Kim Thủy, Ngân Thủy và Lâm Thủy thành xã mới có tên gọi là xã Kim Ngân.

1. Sáp nhập thị trấn Hồ Xá, xã Vĩnh Long và xã Vĩnh Chấp thành xã mới có tên gọi là xã Vĩnh Linh.

1. Sáp nhập thị trấn Cửa Tùng và các xã Vĩnh Giang, Hiền Thành, Kim Thạch thành xã mới có tên gọi là xã Cửa Tùng.

1. Sáp nhập các xã Vĩnh Thái, Trung Nam, Vĩnh Hòa và Vĩnh Tú thành xã mới có tên gọi là xã Vĩnh Hoàng.

1. Sáp nhập các xã Vĩnh Lâm, Vĩnh Sơn và Vĩnh Thủy thành xã mới có tên gọi là xã Vĩnh Thủy.

1. Sáp nhập thị trấnBến Quan và các xã Vĩnh Ô, Vĩnh Hà, Vĩnh Khê thành xã mới có tên gọi là xã Bến Quan.

1. Sáp nhập các xã Hải Thái, Linh Trường, Gio An và Gio Sơn thành xã mới có tên gọi là xã Cồn Tiên.

1. Sáp nhập thị trấn Cửa Việt, xã Gio Mai và xã Gio Hải thành xã mới có tên gọi là xã Cửa Việt.

1. Sáp nhập thị trấn Gio Linh vàcác xã Gio Quang, Gio Mỹ, Phong Bình thành xã mới có tên gọi là xã Gio Linh.

1. Sáp nhập các xã Trung Hải, Trung Giang và Trung Sơn thành xã mới có tên gọi là xã Bến Hải.

1. Sáp nhập thị trấn Cam Lộ vàcác xã Cam Thành, Cam Chính, Cam Nghĩa thành xã mới có tên gọi là xã Cam Lộ.

1. Sáp nhập các xã Cam Thủy (huyện Cam Lộ), Cam Hiếu, Cam Tuyền và Thanh An thành xã mới có tên gọi là xã Hiếu Giang.

1. Sáp nhập xã A Bung và xã A Ngo thành xã mới có tên gọi là xã La Lay.

1. Sáp nhập các xã A Vao, Húc Nghì và Tà Rụt thành xã mới có tên gọi là xã Tà Rụt.

1. Sáp nhập các xã Ba Nang, Tà Long và Đakrông thành xã mới có tên gọi là xã Đakrông.

1. Sáp nhập xã Triệu Nguyên và xã Ba Lòng thành xã mới có tên gọi là xã Ba Lòng.

1. Sáp nhập thị trấn Krông Klang, xã Mò Ó và xã Hướng Hiệpthành xã mới có tên gọi là xã Hướng Hiệp.

1. Sáp nhập xã Hướng Việt và xã Hướng Lập thành xã mới có tên gọi là xã Hướng Lập.

1. Sáp nhập các xã Hướng Sơn, Hướng Linh và Hướng Phùng thành xã mới có tên gọi là xã Hướng Phùng.

1. Sáp nhập thị trấn Khe Sanh vàcác xã Tân Hợp, Húc,Hướng Tân thành xã mới có tên gọi là xã Khe Sanh.

1. Sáp nhập các xã Tân Liên, Hướng Lộc và Tân Lập thành xã mới có tên gọi là xã Tân Lập.

1. Sáp nhập xã Tân Thành (huyện Hướng Hóa), xã Tân Long và thị trấn Lao Bảothành xã mới có tên gọi là xã Lao Bảo

1. Sáp nhập các xã Thanh, Thuận và Lìa thành xã mới có tên gọi là xã Lìa.

1. Sáp nhập các xã Ba Tầng, Xy và A Dơi thành xã mới có tên gọi là xã A Dơi.

1. Sáp nhập thị trấn Ái Tử, xã Triệu Thành và xã Triệu Thượng thành xã mới có tên gọi là xã Triệu Phong.

1. Sáp nhập các xã Triệu Ái, Triệu Giang và Triệu Long thành xã mới có tên gọi là xã Ái Tử.

1. Sáp nhập các xã Triệu Độ, Triệu Thuận, Triệu Hòa và Triệu Đại thành xã mới có tên gọi là xã Triệu Bình.

1. Sáp nhập các xã Triệu Trung, Triệu Tài và Triệu Cơ thành xã mới có tên gọi là xã Triệu Cơ.

1. Sáp nhập các xã Triệu Trạch, Triệu Phước và Triệu Tân thành xã mới có tên gọi là xã Nam Cửa Việt.

1. Sáp nhập thị trấn Diên Sanh, xã Hải Trường và xã Hải Định thành xã mới có tên gọi là xã Diên Sanh.

1. Sáp nhập các xã Hải Dương, Hải An và Hải Khê thành xã mới có tên gọi là xã Mỹ Thủy.

1. Sáp nhập các xã Hải Phú (huyện Hải Lăng), Hải Lâm vàHải Thượngthành xã mới có tên gọi là xã Hải Lăng.

1. Sáp nhập các xã Hải Sơn, Hải Phong và Hải Chánh thành xã mới có tên gọi là xã Nam Hải Lăng.

1. Sáp nhập các xã Hải Quy, Hải Hưng và Hải Bình thành xã mới có tên gọi là xã Vĩnh Định.

1. Sáp nhập các phường Đức Ninh Đông, Đồng Hải, Đồng Phú, Phú Hải, Hải Thành, Nam Lý, xã Bảo Ninh và xã Đức Ninh thành phường mới có tên gọi là phường Đồng Hới.

1. Sáp nhập phường Bắc Lý, xã Lộc Ninh và xã Quang Phú thành phường mới có tên gọi là phường Đồng Thuận.

1. Sáp nhập phường Bắc Nghĩa, phường Đồng Sơn, xã Nghĩa Ninh và xã Thuận Đức thành phường mới có tên gọi là phường Đồng Sơn.

1. Sáp nhập các phường Quảng Phong, Quảng Long, Ba Đồn và xã Quảng Hải thành phường mới có tên gọi là phường Ba Đồn.

1. Sáp nhập các phường Quảng Phúc, Quảng Thọ và Quảng Thuận thành phường mới có tên gọi là phường Bắc Gianh.

1. Sáp nhập Phường 1 và Phường 3 (thành phố Đông Hà), Phường 4, phườngĐông Giang, phườngĐông Thanh thành phường mới có tên gọi là phường Đông Hà.

1. Sáp nhập Phường 2 (thành phố Đông Hà), Phường 5, phường Đông Lễ và phường Đông Lương thành phường mới có tên gọi là phường Nam Đông Hà.

1. Sáp nhập Phường 1, Phường 2 và Phường 3 (thị xã Quảng Trị), phườngAn Đôn, xã Hải Lệ thành phường mới có tên gọi là phường Quảng Trị.

1. Sắp xếp toàn bộ diện tích tự nhiên, quy mô dân số của huyện Cồn Cỏ thành đặc khu có tên gọi là đặc khu Cồn Cỏ.

1. Giữ nguyên xã Tân Thành.

## Hành chính
Tỉnh Quảng Trị có 78 đơn vị hành chính cấp xã, gồm 8 phường, 69 xã và 1 đặc khu.
| Tên         | Diện tích (km²) | Dân số (người) |
| ----------- | --------------- | -------------- |
| Phường (08) |                 |                |
| Ba Đồn      | 20,45           | 28.805         |
| Bắc Gianh   | 31,14           | 32.800         |
| Đông Hà     | 38,04           | 50.915         |
| Đồng Hới    | 41,35           | 84.196         |
| Đồng Sơn    | 88,03           | 32.396         |
| Đồng Thuận  | 26,49           | 38.521         |
| Nam Đông Hà | 35,04           | 61.204         |
| Quảng Trị   | 72,82           | 29.705         |
| Xã (69)     |                 |                |
| A Dơi       | 112,41          | 11.058         |
| Ái Tử       | 116,74          | 19.061         |
| Ba Lòng     | 210,58          | 5.151          |
| Bắc Trạch   | 97,61           | 36.861         |
| Bến Hải     | 54,77           | 16.052         |
| Bến Quan    | 278,99          | 9.447          |
| Bố Trạch    | 299,42          | 33.230         |
| Cam Hồng    | 87,89           | 26.663         |
| Cam Lộ      | 166,85          | 30.111         |
| Cồn Tiên    | 268,58          | 20.907         |
| Cửa Tùng    | 59,83           | 29.389         |

| Tên         | Diện tích (km²) | Dân số (người) |
| ----------- | --------------- | -------------- |
| Cửa Việt    | 50,83           | 27.143         |
| Dân Hóa     | 365,00          | 8.532          |
| Diên Sanh   | 87,97           | 25.133         |
| Đakrông     | 359,29          | 14.627         |
| Đồng Lê     | 291,93          | 24.533         |
| Đông Trạch  | 35,73           | 34.174         |
| Gio Linh    | 96,70           | 31.738         |
| Hải Lăng    | 116,89          | 16.589         |
| Hiếu Giang  | 177,36          | 29.661         |
| Hòa Trạch   | 52,67           | 29.901         |
| Hoàn Lão    | 99,03           | 43.554         |
| Hướng Hiệp  | 185,61          | 13.454         |
| Hướng Lập   | 219,64          | 3.539          |
| Hướng Phùng | 447,59          | 12.029         |
| Khe Sanh    | 134,81          | 27.615         |
| Kim Điền    | 229,42          | 6.165          |
| Kim Ngân    | 881,06          | 9.776          |
| Kim Phú     | 552,57          | 19.054         |
| La Lay      | 156,21          | 8.121          |
| Lao Bảo     | 83,04           | 23.459         |
| Lệ Ninh     | 56,32           | 23.449         |

| Tên          | Diện tích (km²) | Dân số (người) |
| ------------ | --------------- | -------------- |
| Lệ Thủy      | 55,93           | 49.460         |
| Lìa          | 71,69           | 14.375         |
| Minh Hóa     | 156,97          | 21.481         |
| Mỹ Thủy      | 43,82           | 17.171         |
| Nam Ba Đồn   | 76,30           | 27.643         |
| Nam Cửa Việt | 74,12           | 26.619         |
| Nam Gianh    | 34,43           | 36.527         |
| Nam Hải Lăng | 114,84          | 25.536         |
| Nam Trạch    | 129,83          | 32.594         |
| Ninh Châu    | 86,03           | 30.098         |
| Phong Nha    | 358,10          | 39.254         |
| Phú Trạch    | 197,41          | 30.850         |
| Quảng Ninh   | 100,27          | 36.210         |
| Quảng Trạch  | 56,64           | 31.422         |
| Sen Ngư      | 120,84          | 21.158         |
| Tà Rụt       | 273,15          | 10.639         |
| Tân Gianh    | 41,05           | 22.395         |
| Tân Lập      | 83,18           | 14.418         |
| Tân Mỹ       | 102,57          | 24.644         |
| Tân Thành    | 89,77           | 5.513          |
| Thượng Trạch | 1.095,78        | 3.615          |

| Tên          | Diện tích (km²) | Dân số (người) |
| ------------ | --------------- | -------------- |
| Triệu Bình   | 37,20           | 27.169         |
| Triệu Cơ     | 44,54           | 21.976         |
| Triệu Phong  | 80,79           | 23.534         |
| Trung Thuần  | 98,83           | 16.331         |
| Trường Ninh  | 71,92           | 35.614         |
| Trường Phú   | 97,18           | 21.206         |
| Trường Sơn   | 935,96          | 8.484          |
| Tuyên Bình   | 119,19          | 15.619         |
| Tuyên Hóa    | 194,92          | 21.452         |
| Tuyên Lâm    | 235,20          | 8.401          |
| Tuyên Phú    | 155,38          | 18.800         |
| Tuyên Sơn    | 132,14          | 6.738          |
| Vĩnh Định    | 63,85           | 26.737         |
| Vĩnh Hoàng   | 87,06           | 19.021         |
| Vĩnh Linh    | 90,37           | 27.527         |
| Vĩnh Thủy    | 103,74          | 20.747         |
| Đặc khu (01) |                 |                |
| Cồn Cỏ       | 2,30            | 139            |

## Kinh tế

### Giao thông

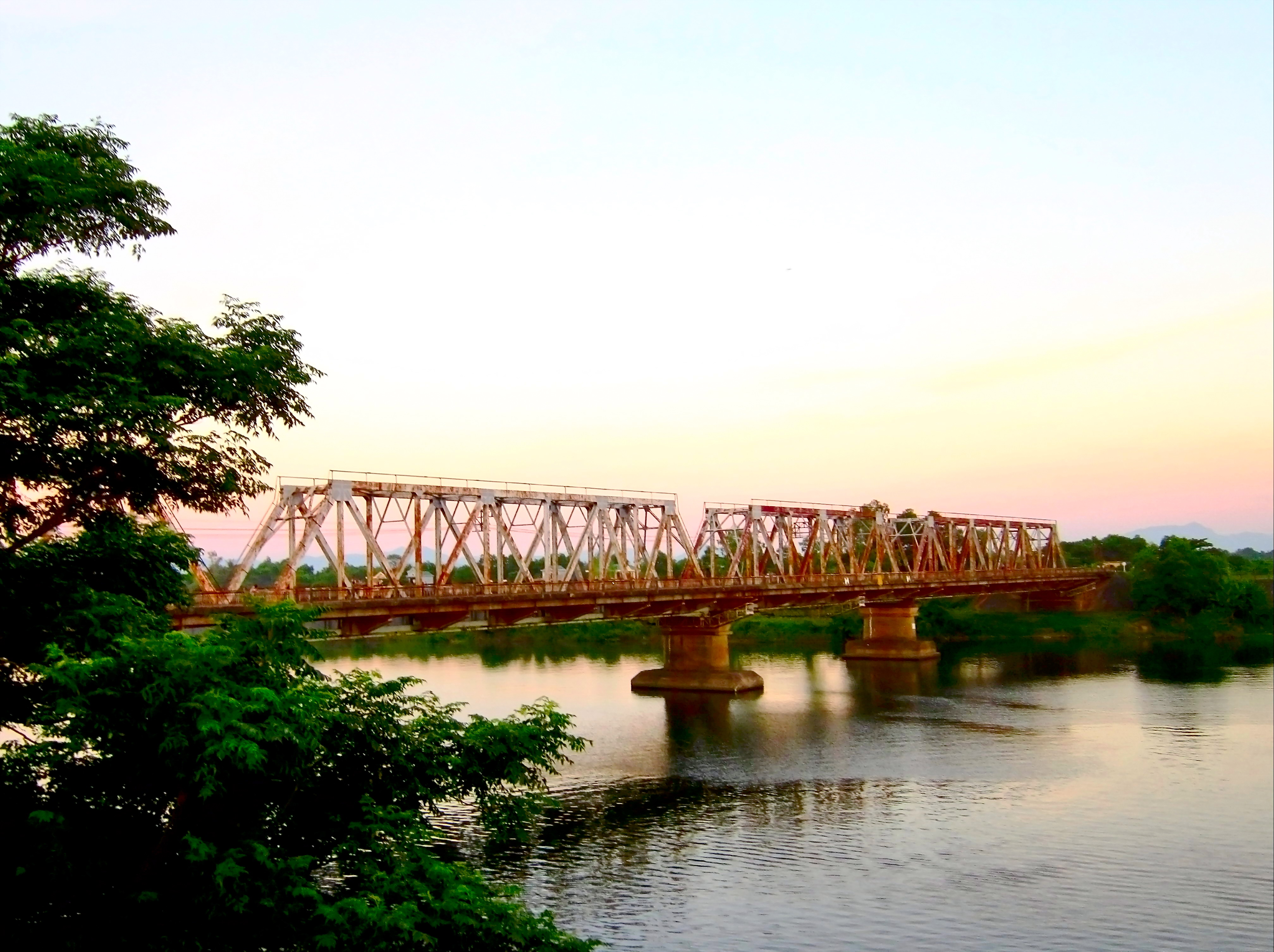
Cầu Thạch Hãn vượt sông Thạch Hãn

Quảng Trị có điều kiện giao thông khá thuận lợi cả về đường bộ, đường sắt và đường thủy. Qua địa phận Quảng Trị có các tuyến giao thông huyết mạch như Quốc lộ 1, đường cao tốc Bắc – Nam phía Đông, đường Hồ Chí Minh (nhánh Đông và nhánh Tây), tuyến đường sắt Bắc - Nam chạy dọc qua tỉnh, và Quốc lộ 9 gắn với đường xuyên Á cho phép Quảng Trị có thể giao lưu kinh tế với các tỉnh trong vùng và cả nước. Cảng Cửa Việt là một trong những cảng biển có thể phục vụ cho vận chuyển hàng hóa trong vùng và trung chuyển hàng hóa qua đường Xuyên Á. Cách không xa trung tâm tỉnh lỵ Đông Hà có sân bay Phú Bài - Thừa Thiên Huế (khoảng 80 km) và sân bay quốc tế Đà Nẵng (khoảng 150 km).
Tỉnh có đường sắt Bắc Nam, đường Quốc lộ 1 và đường Hồ Chí Minh chạy qua. Đặc biệt có đường 9 nối với đường liên Á qua cửa khẩu quốc tế Lao Bảo sang Lào. Dự án sân bay Quảng Trị ở Gio Linh, cách Đông Hà 7 km về phía bắc chính thức được khởi công xây dựng năm 2024 và dự kiến hoàn thành năm 2026. Cảng biển Mỹ Thủy, Đại lộ Đông Tây bảy làn xe nối từ cảng Mỹ Thủy qua cửa khẩu Lao Bảo, có tổng vốn đầu tư khoảng 150 triệu USD.
Biển số xe cơ giới trong tỉnh:
- Xe cơ giới trong tỉnh: 74-K XXX.XX
- Xe môto trên 175cc: 74-A1 XXX.XX
- Thành phố Đông Hà: 74-C1 XXX.XX
- Thị xã Quảng Trị: 74-E1 XXX.XX
- Huyện Gio Linh: 74-B* XXX.XX k2
- Huyện Vĩnh Linh: 74-L* XXX.XX
- Huyện Cam Lộ: 74-G* XXX.XX
- Huyện Hải Lăng: 74-F* XXX.XX
- Huyện Đakrông: 74-K1 XXX.XX
- Huyện Hướng Hóa: 74-H* XXX.XX
- Huyện Triệu Phong: 74-D* XXX.XX
- Huyện Đảo Cồn Cỏ: 74-P* XXX.XX

## Du lịch
Trong những năm Chiến tranh Việt Nam, Quảng Trị là một trong những nơi bị thả bom nhiều nhất. Ngày nay Quảng Trị là nơi có nhiều địa danh, di tích lịch sử và có nhiều tiềm năng du lịch tự nhiên và nhân văn khá phong phú, phân bố rộng khắp trên các địa bàn trong tỉnh và gần các trục giao thông chính nên rất thuận lợi cho khai thác:
- Đảo Cồn Cỏ-Hòn Ngọc giữa Biển Đông
- Bãi tắm Cửa Tùng (được các sĩ quan Hải quân Pháp mệnh danh là "Nữ hoàng của các bãi tắm" ở Đông Dương.)
- Thành cổ Quảng Trị (là một nơi gắn liền với chiến dịch mùa hè 1972).
- Nghĩa trang liệt sĩ Trường Sơn
- Nghĩa trang liệt sĩ Quốc gia Đường 9
- Thánh địa La Vang
- Chùa Cam Lộ
- Sắc Tứ - Tịnh Quang Tự
- Làng cổ Hội Kỳ
- Cầu Hiền Lương
- Sân bay Tà Cơn
- Giếng cổ Gio An
- Miền tây Quảng Trị (cầu treo Đakrông, thác chênh vênh, thác tà puồng, cây cô đơn, đỉnh cu vơ, rừng phong hương Hướng Linh)
- Đường mòn Hồ Chí Minh.
- Địa đạo Vịnh Mốc
- Căn cứ Khe Sanh
- Căn cứ Cồn Tiên - Dốc Miếu
- Hàng rào điện tử McNamara
- Biển Mỹ Thủy
- Biển Cửa Việt
- Cửa khẩu Quốc tế Lao Bảo
- Bản Klu (Vân Kiều)
- Suối nước nóng Klu
- Sân bay Tà Cơn
- Nhà tù Lao Bảo
- Động Brai
- Động và thác Tà Puồng
- Đèo Sa Mù
- Thác Chênh Vênh
- Thác A Dơi
- Động A Pô Ly hồng
- Khu di tích Chình phủ cách mạng lâm thời Cộng hòa miền nam Việt Nam

## Danh nhân

### Chính trị
- Bùi Dục Tài - Danh thần đời Lê Túc Tông, Tham chính đạo Thanh Hoa
- Nguyễn Hữu Thận - Nhà toán học và nhà thiên văn học, đại thần trải hai triều: nhà Tây Sơn và nhà Nguyễn trong lịch sử Việt Nam.
- Trần Đình Túc - Quan đại thần nhà Nguyễn (thời Tự Đức), từng giữ các chức Tổng đốc Hà Ninh (Hà Nội, Ninh Bình), Hiệp biện Đại học sĩ. Trần Đình Túc là một trong những đại thần chủ chốt trong việc nghị hòa với người Pháp, khi Pháp xâm lược Việt Nam
- Nguyễn Văn Tường - Quan Đại thần phụ chính Nhà Nguyễn, một trong những nhân vật trọng yếu của phong trào Cần Vương
- Lê Trinh: Thượng thư bộ lễ và bộ công của triều vua nhà Nguyễn
- Lê Duẩn - Tổng Bí thư Đảng Cộng sản Việt Nam
- Đoàn Khuê - Đại tướng Quân đội Nhân dân Việt Nam, Bộ trưởng Bộ Quốc phòng
- Đoàn Chương - Trung tướng Quân đội Nhân dân Việt Nam.Nguyên Viện trưởng Viện Chiến lược quân sự.
- Lê Chưởng - Thiếu tướng Quân đội Nhân dân Việt Nam, Bí thư Xứ ủy Trung kỳ, Thứ trưởng Bộ Giáo dục, Chính ủy kiêm phó Bí thư Quân khu Trị Thiên, Thường vụ kiêm Chính ủy Liên khu IV.
- Trần Sâm - Thượng tướng Quân đội nhân dân Việt Nam, một nhà quản lý khoa học kỹ thuật của Quân đội
- Nguyễn Khánh Toàn (sinh năm 1945) là Thượng tướng Công an Nhân dân Việt Nam. Ông từng giữ chức Thứ trưởng Thường trực Bộ Công an Việt Nam, Phó Bí thư Đảng ủy Công an Trung ương, Đại biểu Quốc hội khóa XI.
- Lê Đăng Dũng - Thiếu tướng Quân đội nhân dân Việt Nam, Chủ tịch HĐQT, tổng giám đốc Viettel
- Trần Hữu Dực - Phó thủ tướng chính phủ
- Trần Quỳnh - Phó Chủ tịch Hội đồng Bộ trưởng, Chủ nhiệm Ủy ban Khoa học và Kỹ thuật Nhà nước
- Trần Trọng Tân - Nguyên trưởng Ban tư tưởng văn hóa Trung ương, Phó bí thư thành uỷ Thành phố Hồ Chí Minh
- Hoàng Xuân Lãm - Trung tướng Quân lực VNCH, Tư lệnh Vùng 1 chiến thuật
- Lữ Mộng Lan - Trung tướng Quân lực VNCH, Chỉ huy trưởng Trường Cao đẳng Quốc Phòng
- Đặng Thí - Ủy viên Ban Chấp hành Trung ương Đảng, Bộ trưởng Chủ nhiệm Văn phòng Hội đồng Bộ trưởng
- Hồ Ngọc Đại - Tiến sĩ Khoa học,Tâm lý Giáo dục
- Trần Văn Lý - là một nhân sĩ, chính khách Việt Nam, quan nhà Nguyễn thời kỳ cuối, cựu Tổng đốc bốn tỉnh Tây nguyên, Thủ hiến miền Trung đầu tiên của Quốc gia Việt Nam
- Nguyễn Hữu Bài - Phước Môn Quận công, là một đại thần nhà Nguyễn và là một nhà cách mạng ôn hòa trong lịch sử cận đại Việt Nam
- Nguyễn Lộ Trạch - Nhà văn, nhà cách tân đất nước Việt Nam ở nửa cuối thế kỷ XIX
- Lê Văn Hiếu - Toàn quyền gốc châu Á đầu tiên được bổ nhiệm trong lịch sử nước Úc

### Văn hóa, nghệ thuật
- Duy Khánh - Ca sĩ, nhạc sĩ
- Tùng Dương - Ca sĩ
- Hoàng Thi Thơ - Nhạc sĩ
- Trần Hoàn - Nhạc sĩ
- Trần Quang Lộc - Nhạc sĩ
- Chế Lan Viên - Nhà thơ
- Hoàng Phủ Ngọc Tường - Nhà văn
- Thúy Nga - Nghệ sĩ hài
- Xuân Đức - Nhà văn
- Ngô Thảo - Nhà văn
- Lê Bá Đảng - Họa sĩ
- Dũng Senpai - Youtuber
- Phan Nhật Nam - Nhà văn
- Nguyễn Hữu Ba - Nhạc sư
- Trần Trọng Đăng Đàn - Nhà phê bình

### Doanh nhân
- Hoàng Kiều - Một trong những tỷ phú người Việt giàu nhất thế giới
- Nguyễn Đăng Quang (doanh nhân) - Tỷ phú đô la, Chủ tịch tập đoàn Masan, Phó chủ tịch Techcombank
- Phạm Phú Quốc (doanh nhân)
- Nguyễn Hữu Hanh - Thống đốc ngân hàng Quốc gia Việt Nam
- Alan Phan - Diễn giả

### Thể thao
- Nguyễn Anh Đức - Cầu thủ bóng đá (quê gốc ở Hải Lăng)
- Trương Văn Thái Quý - Cầu thủ bóng đá
- Hoàng Xuân Vinh - VĐV Bắn súng, Huy chương vàng Olympics Rio de Janeiro 2016
- Nguyễn Văn Hạnh - Cầu thủ bóng chuyền
- Võ "Divkid" Thanh Tùng - Tuyển thủ bộ môn Liên Minh Huyền Thoại

### Tôn Giáo
Công Giáo:
- Đa Minh Maria Hồ Ngọc Cẩn (1876–1948) là một giám mục Công giáo người Việt Nam, với khẩu hiệu giám mục là "In omni patientia et doctrina" (Hết tình nhẫn nhục và tận tâm giáo huấn)
- Tađêô Lê Hữu Từ (1897–1967) là một giám mục Công giáo người Việt Nam, với khẩu hiệu giám mục là "Vox clamantis in deserto" (Tiếng kêu trong hoang địa)
- Simon Hòa Nguyễn Văn Hiền (1906 – 1973) là một giám mục Công giáo người Việt Nam, với khẩu hiệu giám mục là "Prædicamus Jesum crucifixum" (Chúng tôi rao giảng một Đấng Kitô chịu đóng đinh)
- Stêphanô Nguyễn Như Thể (sinh 1935) là một giám mục Công giáo người Việt Nam, với khẩu hiệu giám mục là "Pro Mundi vita" (Để cho trần gian được sống)
- Phanxicô Xaviê Lê Văn Hồng (sinh 1940) là một giám mục Công giáo người Việt Nam, với khẩu hiệu giám mục là "Sicut qui ministrat" (Như một người phục vụ)
- Phaolô Bùi Văn Đọc (1944-2018) là một giám mục Công giáo người Việt Nam, với khẩu hiệu giám mục là  "Ad Deum lætitiæ meæ" (Chúa là nguồn vui của con)
- Phêrô Nguyễn Văn Đệ (sinh 1946) là một giám mục Công giáo người Việt Nam, với khẩu hiệu dám mục là "Da mihi animas" (Xin cho tôi các linh hồn)

Phật Giáo:
Quảng Trị tuy không có những đình chùa nổi tiếng, Phật giáo không phát triển rầm rộ, song ở một mức độ nhất định Phật giáo Quảng Trị cũng có những đóng góp đáng kể đối với Phật giáo Việt Nam. Từ mảnh đất Quảng Trị đã nuôi dưỡng nên nhiều nhà sư nổi tiếng như:
- Thiền sư Hương Hải (1628 – 1715) ngài vốn từng là tri huyện Triệu Phong, học phật với thiền sư Viên Cảnh – Lục Hồ và Viên Khoan Đại Thâm. Về sau ông trụ trì chùa Thiên Mụ.
- Thiền sư Hải Thiệu- Cương Kỷ, ông là người Xuân An, An Đôn, Đăng Xương, Triệu Phong, ông vốn là trụ trì của chùa Thiên Mụ.
- Tăng cang Hải Nhu Tín Nhậm (1812 -1873) người làng Trung Kiên, Thuận Xương, Triệu Phong. Ông vốn cùng tu với Chí Khả tại chùa Sắc Tứ Tịnh Quang, sau đó ông vào Thuận Hóa trụ trì chùa Giác Hoàng và các ngôi chùa khác trong đó có chùa Thiên Mụ.
- Thiền sư Nhất Định (1784 – 1847) có pháp danh là Tánh Thiên người làng Trung Kiên, Triệu Thượng, Triệu Phong. Ông có công khai sơn chùa Tây Thiên, chùa Từ Hiếu (Thừa Thiên Huế). Ông là một trong những người đầu tiên trong các vị hòa thượng đương thời được vua Minh Mạng cấp Giới đạo và Độ điệp (là chứng nhận cao nhất của chính quyền triều Nguyễn đối với người xuất gia tu hành. Sau ông thọ giới cụ túc với Thiền sư Mật Hoằng ở chùa Quốc Ân. Vâng mệnh vua Gia Long Sư giữ chức vụ Trụ trì chùa Thiên Thọ.
- Thiền sư Giác Nhiên (07/1/1878 – 01/02/1979) người làng Ái Tử, Triệu Phong, đã xuất gia Thọ giáo với Hòa Thượng Tâm Tịnh (Trú trì Chùa Tây Thiên- Huế, lúc bấy giờ) và được ban Pháp danh là (Thượng) Trừng (hạ) Thuỷ, Pháp tự là Chí Thâm, Pháp hiệu là Giác Nhiên. Ông vốn sáng lập và trụ trì chùa Thuyền Tôn. Thiền sư Giác Nhiên từng giữ chức Tăng Thống từ năm 1973 cho đến khi ông mất năm 1979. Ông là một vị hòa thượng rạng ngời đức hạnh, là người kế thừa đời thứ 42 thiền phái Lâm Tế chính tôn, đời thứ tám hệ phái Liễu Quán.
- Hòa thượng Thích Đôn Hậu (1905 - 1992), người làng Xuân Yên, Triệu Phong, nguyên là ủy viên thường trực Hội đồng Phật giáo Châu Á. Ông vốn trụ trì chùa Thiên Mụ (Huế), nguyên là Chủ tịch liên minh các lực lượng dân tộc yêu nước Việt Nam, Phó chủ tịch Chính phủ cách mạng lâm thời miền Nam Việt Nam, nhiều năm là đại biểu Quốc hội nước ta.
- Hòa thượng Thích Trí Siêu (1944) người làng Câu Hoan, Hải Thiện, Hải Lăng. Ông là một nhà nghiên cứu phật giáo Việt Nam, được biết đến vì những khảo cứu về lịch sử phật giáo Việt Nam và lịch sử Việt Nam.

## Ẩm thực
Các đặc sản, ẩm thực địa phương ở Quảng Trị: hải sản, bánh khoái, rượu Kim Long, bún hến Mai Xá, bánh beng Pa Cô- Vân Kiều, bột lọc Mỹ Chánh, bánh ít lá gai, ớt dầm Câu Nhi, xà lách xoong Gio An, rượu sim, chuối lùn Tà Rụt, cheo cá mát Pa Cô- Vân Kiều, mứt gừng Mỹ Chánh, canh ám làng Lam, cháo bột vịt Đông Hà, rượu cần miền Tây, nước mắm Mỹ Thủy, cá hấp Cửa Tùng, chả nem chợ Sãi, bánh tày, cao chè vằng Định Sơn, cơm lam người Pa Cô- Vân Kiều, bắp hầm, bánh bột lọc Quảng Trị, bánh bèo Phù Lưu, rượu búng báng, lạc , bún sòng Cẩm Thạch, ốc Cồn Cỏ, nước mắm Gia Đẳng, lợn Vân Pa, cà phê Hướng Hóa, mắm đam Trà Trì, bún tươi Triệu Sơn, cá mát sông Đăk Karông, mít thấu Quảng Trị, rượu men lá Ba Nang, hồ tiêu Vĩnh Linh, bánh đúc rau câu, gà Cùa Cam Lộ, bánh canh cá lóc Diên Sanh, bún nghệ, bánh ướt Phương Lang, gà kho củ nén...

## Hình ảnh

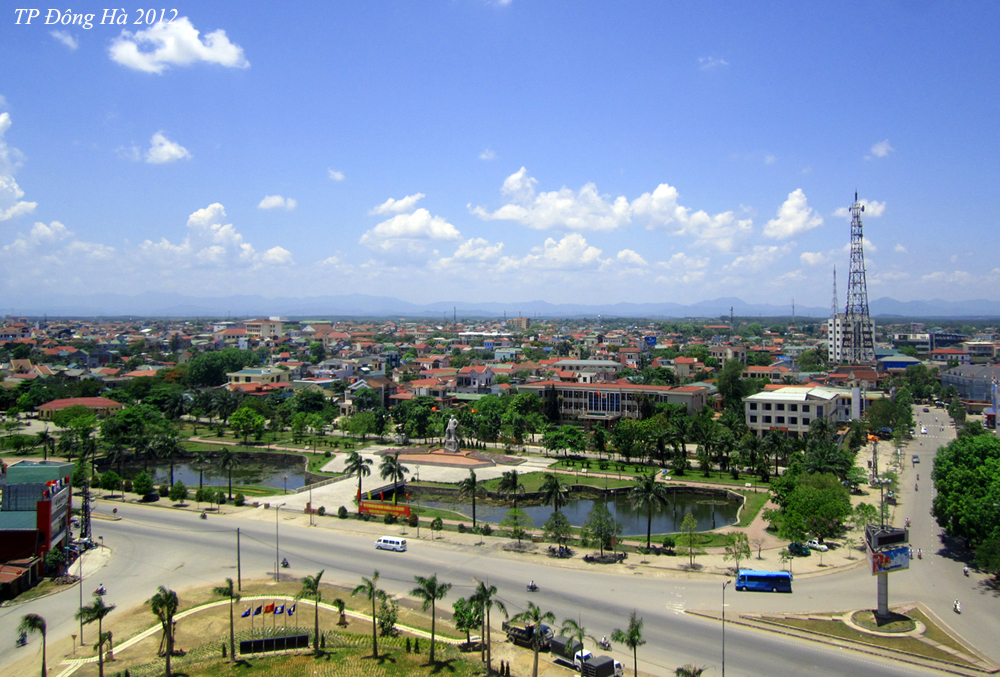
Một góc Phường Đông Hà, Quảng Trị.
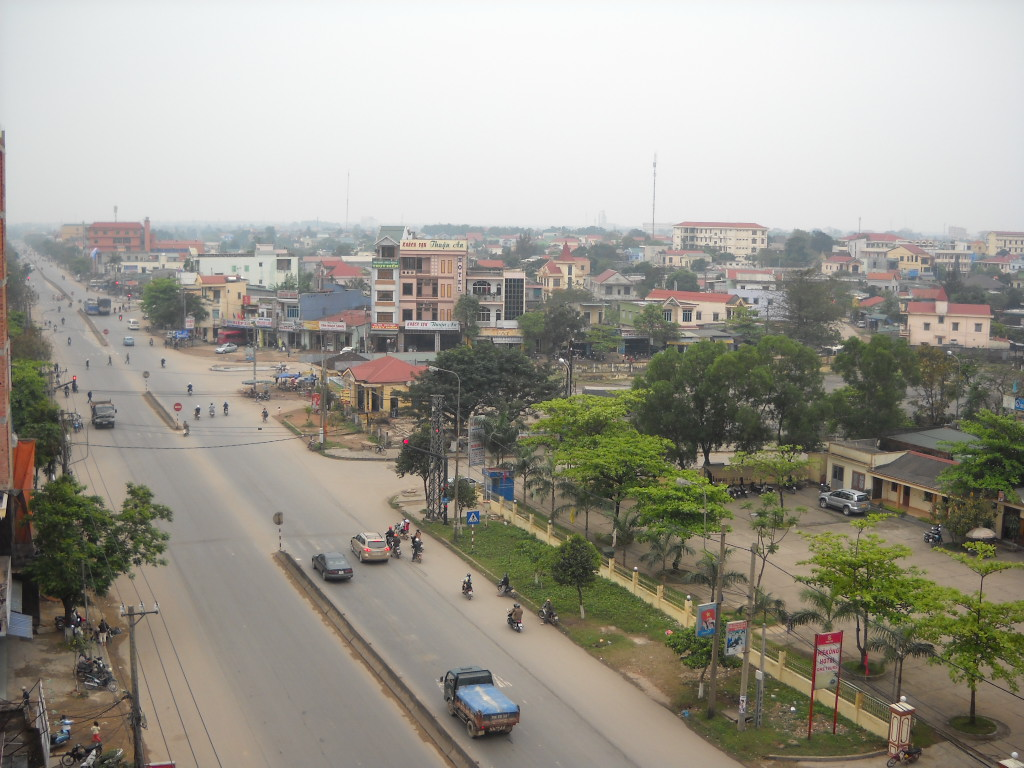
Một góc Phường Đông Hà.
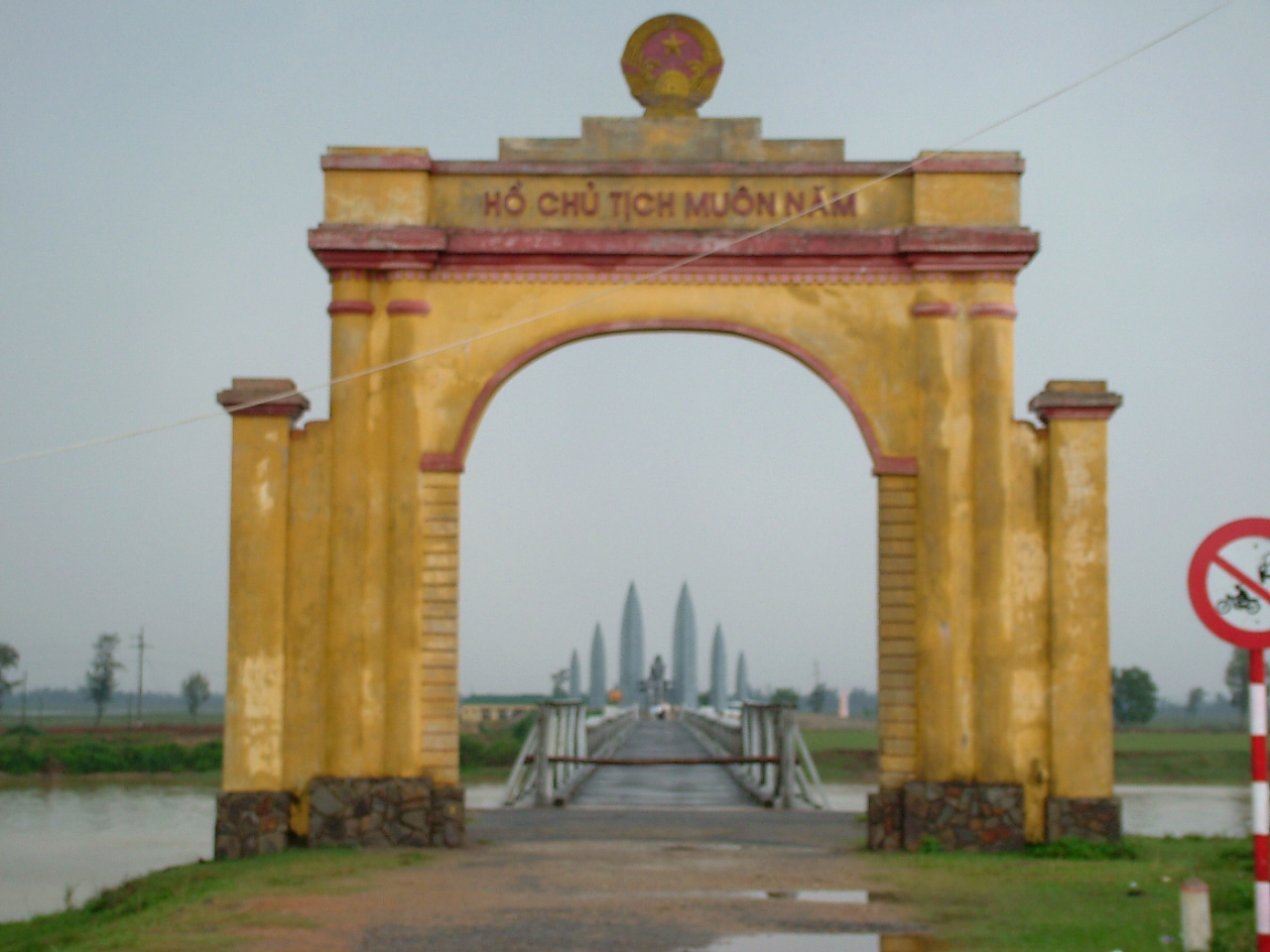
Di tích Đôi bờ Hiền Lương.
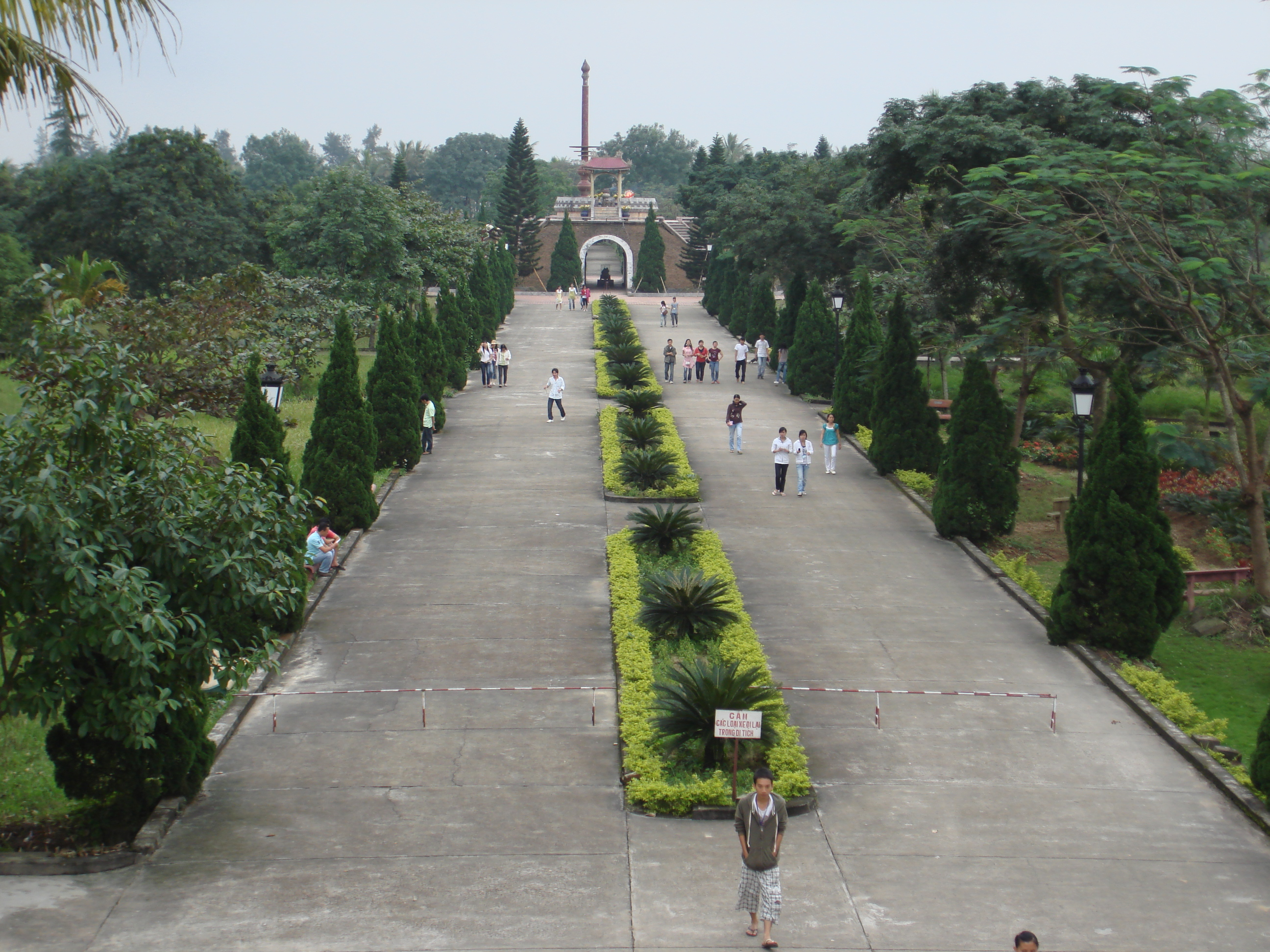
Đài tưởng niệm trong thành cổ Quảng Trị.
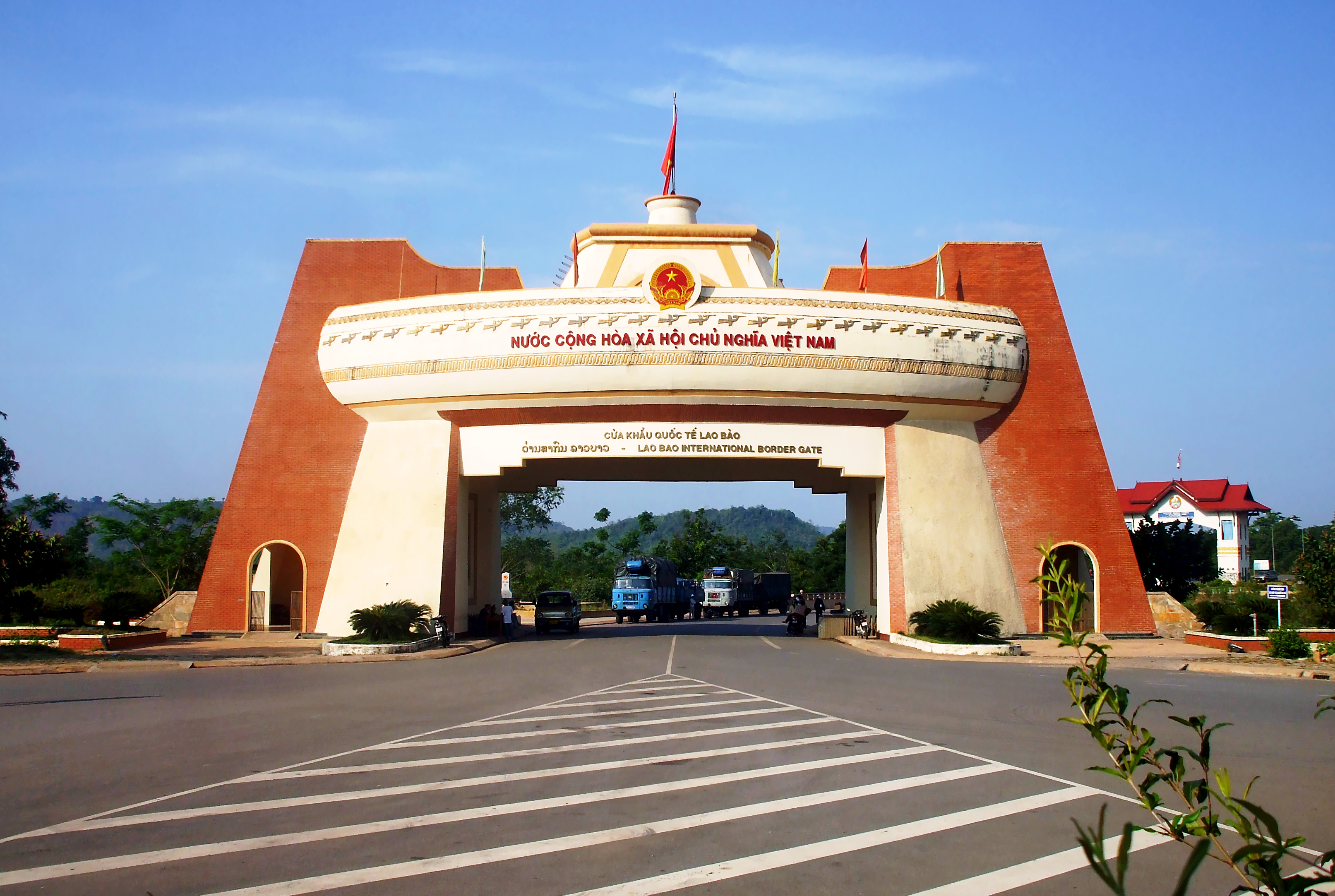
Cửa khẩu quốc tế Lao Bảo ở Hướng Hóa, Quảng Trị.
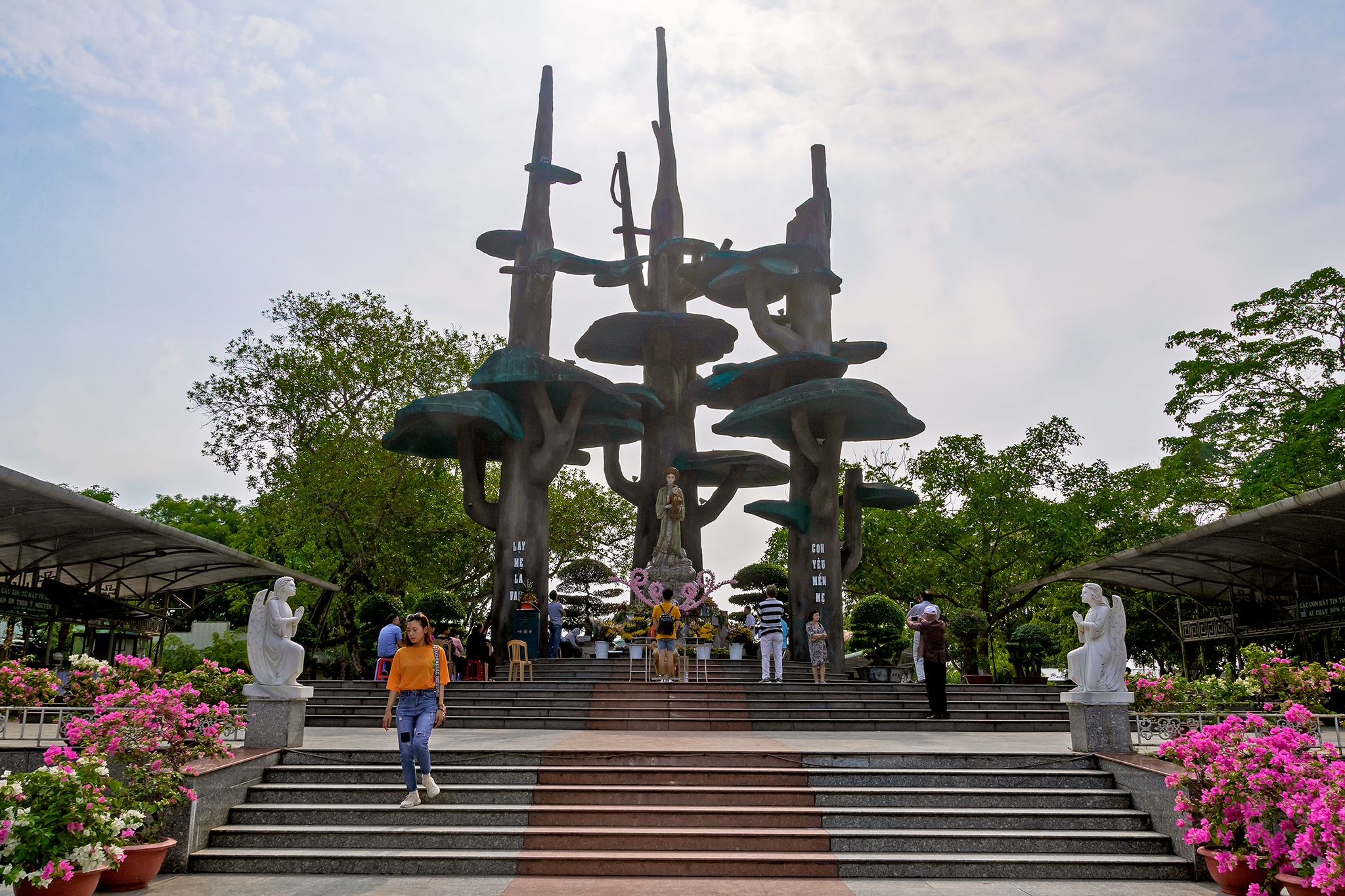
Tượng đài ba cây đa cổ thụ trong Linh địa La Vang ở xã Hải Phú, Hải Lăng